# Il Tre

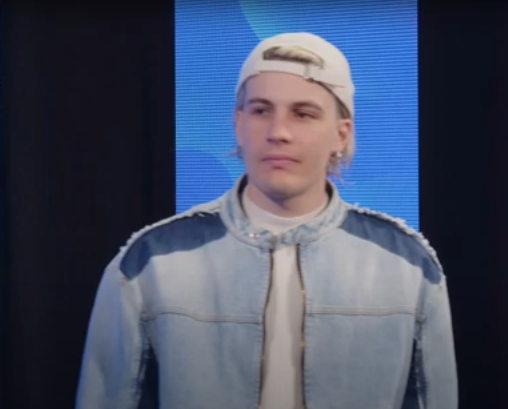
Il Tre, 2024

Il Tre (* 3. September 1997 in Rom als Guido Senia) ist ein italienischer Rapper.

## Werdegang
Il Tre begann seine Karriere 2016 beim Newcomer-Wettbewerb One Shot Game. 2018 veröffentlichte er in Eigenproduktion sein erstes Mixtape Cracovia Vol. 2 und seine erste Single Bella Guido. Nach einer Tournee durch italienische Clubs erhielt er einen Plattenvertrag mit Atlantic (Warner) und debütierte dort 2019 mit der Single L’importante. Größere Bekanntheit erlangte er im Anschluss mit der Single Cracovia Pt. 3, die namensgebend für die folgende Tournee war.
Im Sommer 2020 präsentierte Il Tre beim Festival Battiti Live den Sommerhit Te lo prometto, der auch auf TikTok ein großer Erfolg war. 2021 legte er mit Ali – Per chi non ha un posto in questo mondo sein erstes Album vor, das direkt die Spitze der italienischen Charts erreichte. 2023 meldete er sich mit der Single Roma zurück, die dem neuen Album Invisibili vorausging.

## Diskografie

### Alben
| Jahr | Titel Musiklabel                                                     | Höchstplatzierung, Gesamtwochen, AuszeichnungChartsChartplatzierungen (Jahr, Titel, Musiklabel, Platzierungen, Wochen, Auszeichnungen, Anmerkungen) | Anmerkungen                                                 |
| Jahr | Titel Musiklabel                                                     | IT | Anmerkungen                                                 |
| ---- | -------------------------------------------------------------------- | --- | ----------------------------------------------------------- |
| 2021 | Ali – Per chi non ha un posto in questo mondo Atlantic Records (WMG) | IT1 Platin · (55 Wo.)IT | Erstveröffentlichung: 19. Februar 2021 Verkäufe: + 50.000   |
| 2023 | Invisibili Warner Music Italy                                        | IT1 Gold · (15 Wo.)IT | Erstveröffentlichung: 15. September 2023 Verkäufe: + 25.000 |

### Singles
| Jahr | Titel Album                                                                           | Höchstplatzierung, Gesamtwochen, AuszeichnungChartsChartplatzierungen (Jahr, Titel, Album, Platzierungen, Wochen, Auszeichnungen, Anmerkungen) | Anmerkungen                                                                                |
| Jahr | Titel Album                                                                           | IT | Anmerkungen                                                                                |
| --- | ------------------------------------------------------------------------------------- | --- | ------------------------------------------------------------------------------------------ |
| 2019 | Cracovia Pt. 3 Ali – Per chi non ha un posto in questo mondo                          | IT76 Platin · (1 Wo.)IT | Erstveröffentlichung: 19. September 2019 Verkäufe: + 70.000                                |
| 2020 | Fight! Ali – Per chi non ha un posto in questo mondo                                  | IT83 (1 Wo.)IT | Erstveröffentlichung: 28. Februar 2020 mit Nayt                                            |
| 2020 | Te lo prometto Ali – Per chi non ha un posto in questo mondo                          | IT13 ×2Doppelplatin · (27 Wo.)IT | Erstveröffentlichung: 18. Juni 2020 Verkäufe: + 140.000                                    |
| 2021 | Pioggia Ali – Per chi non ha un posto in questo mondo                                 | IT68 (1 Wo.)IT | Erstveröffentlichung: 20. Januar 2021                                                      |
| 2021 | Fuori è notte Ali – Ultima notte                                                      | IT69 Gold · (5 Wo.)IT | Erstveröffentlichung: 3. September 2021 Verkäufe: + 50.000                                 |
| 2023 | Roma Invisibili                                                                       | IT83 Gold · (2 Wo.)IT | Erstveröffentlichung: 17. März 2023 Verkäufe: + 50.000                                     |
| 2023 | Cracovia Pt.4 Invisibili                                                              | IT85 (1 Wo.)IT | Erstveröffentlichung: 25. August 2023                                                      |
| 2024 | Fragili Invisibili (Sanrema edition)                                                  | IT15 Platin · (14 Wo.)IT | Erstveröffentlichung: 17. März 2024 Verkäufe: + 100.000; Beitrag zum Sanremo-Festival 2024 |
| Folgende Lieder erschienen nicht als Single, wurden aber durch das Album zum Download und Streaming bereitgestellt und konnten somit eine Platzierung erlangen: |                                                                                       | |                                                                                            |
| |                                                                                       | |                                                                                            |
| 2021 | Il tuo nome Ali – Per chi non ha un posto in questo mondo                             | IT38 Platin · (1 Wo.)IT | Verkäufe: + 100.000                                                                        |
| 2021 | Apollo 13 Ali – Per chi non ha un posto in questo mondo                               | IT54 (1 Wo.)IT | feat. Vegas Jones                                                                          |
| 2021 | Tegole Ali – Per chi non ha un posto in questo mondo                                  | IT69 (1 Wo.)IT |                                                                                            |
| 2021 | Per chi non ha un posto in questo mondo Ali – Per chi non ha un posto in questo mondo | IT75 (1 Wo.)IT |                                                                                            |

## Belege
1. ↑  Chi è Il Tre: tutto sul cantante di “Te lo prometto”. 15. Februar 2021, abgerufen am 23. Februar 2022 (italienisch).
2. ↑  Alben von Il Tre. In: Italiancharts.com. Hung Medien, abgerufen am 5. Mai 2021.
3. 1 2 3 4 5 6 7 8  Auszeichnungsarchiv. FIMI, abgerufen am 17. Dezember 2024.
4. ↑  Archivio classifiche Top Singoli. FIMI, abgerufen am 17. Dezember 2024 (italienisch).

| Personendaten    | Personendaten              |
| ---------------- | -------------------------- |
| NAME             | Tre, Il                    |
| ALTERNATIVNAMEN  | Senia, Guido (Geburtsname) |
| KURZBESCHREIBUNG | italienischer Rapper       |
| GEBURTSDATUM     | 3. September 1997          |
| GEBURTSORT       | Rom                        |